# Марсел От
Марсел От (фр. Marcel Otte; Белгија, 5. октобар 1948) белгијски је археолог и професор праисторије на Универзитету у Лијежу. Специјалиста је за религију, уметност, социобиологију, као и раздобље Горњег палеолита у Европи и Средњој Азији.
Професор От је један од водећих заговорника Теорије палеолитског континуитета по којој су индоевропски језици настали у Европи и постоје још од Горњег палеолита. Овај став је први пут изнео 1995. године.